# Collegio elettorale di Lanciano (Camera dei deputati)
Il collegio di Lanciano fu un collegio elettorale uninominale della Repubblica Italiana per l'elezione della Camera dei deputati. Apparteneva alla circoscrizione Abruzzo e fu utilizzato per eleggere un deputato nella XII, XIII e XIV legislatura.
Venne istituito nel 1993 con la cosiddetta Legge Mattarella (Legge n. 277, Nuove norme per l'elezione della Camera dei deputati), attuata in seguito al referendum abrogativo del 1993. La legge istituì per la Camera dei deputati e per il Senato della Repubblica un sistema di elezione misto, in parte maggioritario e in parte proporzionale. Il 75% dei parlamentari dell'assemblea veniva eletto in collegi uninominali tramite sistema maggioritario a turno unico; il restante 25% alla Camera veniva eletto tramite sistema proporzionale con liste bloccate.
Il collegio venne abolito insieme a tutti gli altri che costituivano la Camera con la promulgazione della legge elettorale successiva, la cosiddetta Legge Calderoli. Questa prevedeva un sistema proporzionale con premio di maggioranza, che alla Camera veniva attribuito a livello nazionale.

## Territorio
Il collegio di Lanciano era uno degli 11 collegi uninominali in cui era suddiviso l'Abruzzo e, come previsto dal D.Lgs. del 20 dicembre 1993 n. 536, era interamente compreso nella provincia di Chieti e comprendeva i seguenti comuni: Altino, Archi, Atessa, Bomba, Borrello, Casoli, Castel Frentano, Civitaluparella, Civitella Messer Raimondo, Colledimacine, Fallo, Fara San Martino, Fossacesia, Frisa, Gamberale, Gessopalena, Lama dei Peligni, Lanciano, Lettopalena, Montebello sul Sangro, Montelapiano, Montenerodomo, Mozzagrogna, Paglieta, Palena, Palombaro, Pennadomo, Pennapiedimonte, Perano, Pizzoferrato, Quadri, Rocca San Giovanni, Roccascalegna, San Vito Chietino, Santa Maria Imbaro, Sant'Eusanio del Sangro, Taranta Peligna, Torricella Peligna, Treglio e Villa Santa Maria.

## Eletti
| Elezione | Elezione | Deputato                  | Partito            |
| -------- | -------- | ------------------------- | ------------------ |
|          | 1994     | Giuseppe Di Lello Finuoli | Progressisti (PRC) |
|          | 1996     | Giovanni Di Fonzo         | L'Ulivo (PDS)      |
|          | 2001     | Luigi Borrelli            | L'Ulivo (DS)       |

## Dati elettorali

### XII legislatura

#### Risultati proporzionale
| Coalizioni        | Coalizioni            | Liste                                 | Liste                              | Voti   | %     |
| ----------------- | --------------------- | ------------------------------------- | ---------------------------------- | ------ | ----- |
|                   | Progressisti          |                                       | Partito Democratico della Sinistra | 13.997 | 18,84 |
|                   | Progressisti          | Rifondazione Comunista                | 4.852                              | 6,53   |       |
|                   | Progressisti          | Federazione dei Verdi                 | 2.273                              | 3,06   |       |
|                   | Progressisti          | Partito Socialista Italiano           | 2.014                              | 2,71   |       |
|                   | Progressisti          | Movimento per la Democrazia - La Rete | 1.173                              | 1,58   |       |
| Totale coalizione | Totale coalizione     | 24.309                                | 32,72                              |        |       |
|                   | Alleanza Nazionale    | Alleanza Nazionale                    | Alleanza Nazionale                 | 17.657 | 23,77 |
|                   | Patto per l'Italia    |                                       | Partito Popolare Italiano          | 12.824 | 17,26 |
|                   | Forza Italia          | Forza Italia                          | Forza Italia                       | 12.034 | 16,20 |
|                   | Lista Pannella        | Lista Pannella                        | Lista Pannella                     | 6.748  | 9,08  |
|                   | Socialdemocrazia      | Socialdemocrazia                      | Socialdemocrazia                   | 468    | 0,63  |
|                   | Alleanza Municipalità | Alleanza Municipalità                 | Alleanza Municipalità              | 251    | 0,34  |
| Totale            | Totale                | Totale                                | Totale                             | 74.291 |       |

#### Risultati uninominale
|                               | Giuseppe Di Lello Finuoli ✔️ Eletto | Progressisti       | 25 698 | 34,47 |  |  |  |  |  |
|                               | Nicola Antonio Sisti                | Alleanza Nazionale | 20 124 | 26,99 |  |  |  |  |  |
|                               | Enrico Clemente Di Giuseppantonio   | FI - CCD - UDC     | 18 351 | 24,62 |  |  |  |  |  |
|                               | Giovanni Polidoro                   | Patto per l'Italia | 10 377 | 13,92 |  |  |  |  |  |
| Totale                        | Totale                              | Totale             | 74 550 | 100   |  |  |  |  |  |
|                               |                                     |                    |        |       |  |  |  |  |  |
| Fonte: Ministero dell'interno |                                     |                    |        |       |  |  |  |  |  |

### XIII legislatura

#### Risultati proporzionale
| Coalizioni        | Coalizioni                         | Liste                                     | Liste                              | Voti   | %     |
| ----------------- | ---------------------------------- | ----------------------------------------- | ---------------------------------- | ------ | ----- |
|                   | Polo per le Libertà                |                                           | Alleanza Nazionale                 | 14.419 | 20,12 |
|                   | Polo per le Libertà                | Forza Italia                              | 13.480                             | 18,81  |       |
|                   | Polo per le Libertà                | CCD-CDU                                   | 7.133                              | 9,95   |       |
| Totale coalizione | Totale coalizione                  | 35.032                                    | 48,88                              |        |       |
|                   | L'Ulivo                            |                                           | Partito Democratico della Sinistra | 13.337 | 18,61 |
|                   | L'Ulivo                            | Popolari per Prodi (PPI-SVP-PRI-UD-Prodi) | 6.566                              | 9,16   |       |
|                   | L'Ulivo                            | Rinnovamento Italiano                     | 2.767                              | 3,86   |       |
|                   | L'Ulivo                            | Federazione dei Verdi                     | 2.125                              | 2,96   |       |
| Totale coalizione | Totale coalizione                  | 24.795                                    | 34,59                              |        |       |
|                   | Progressisti                       |                                           | Rifondazione Comunista             | 7.688  | 10,73 |
|                   | Lista Pannella - Sgarbi            | Lista Pannella - Sgarbi                   | Lista Pannella - Sgarbi            | 2.280  | 3,18  |
|                   | Movimento Sociale Fiamma Tricolore | Movimento Sociale Fiamma Tricolore        | Movimento Sociale Fiamma Tricolore | 1.887  | 2,63  |
| Totale            | Totale                             | Totale                                    | Totale                             | 71.682 |       |

#### Risultati uninominale
|                               | Giovanni Di Fonzo ✔️ Eletto | L'Ulivo             | 36 028 | 50,13 |  |  |  |  |  |
|                               | Gianfranco Tatozzi          | Polo per le Libertà | 30 639 | 42,63 |  |  |  |  |  |
|                               | Sebastiano De Laurentiis    | Fiamma Tricolore    | 5 202  | 7,24  |  |  |  |  |  |
| Totale                        | Totale                      | Totale              | 71 869 | 100   |  |  |  |  |  |
|                               |                             |                     |        |       |  |  |  |  |  |
| Fonte: Ministero dell'interno |                             |                     |        |       |  |  |  |  |  |

### XIV legislatura

#### Risultati proporzionale
| Coalizioni        | Coalizioni              | Liste                                 | Liste                   | Voti   | %     |
| ----------------- | ----------------------- | ------------------------------------- | ----------------------- | ------ | ----- |
|                   | Casa delle Libertà      |                                       | Forza Italia            | 18.656 | 26,68 |
|                   | Casa delle Libertà      | Alleanza Nazionale                    | 9.598                   | 13,72  |       |
|                   | Casa delle Libertà      | CCD-CDU                               | 4.289                   | 6,13   |       |
|                   | Casa delle Libertà      | Nuovo PSI                             | 651                     | 0,93   |       |
| Totale coalizione | Totale coalizione       | 33.194                                | 47,46                   |        |       |
|                   | L'Ulivo                 |                                       | Democratici di Sinistra | 11.571 | 16,55 |
|                   | L'Ulivo                 | La Margherita (Dem - PPI - RI- UDEUR) | 7.379                   | 10,55  |       |
|                   | L'Ulivo                 | Il Girasole (FdV - SDI)               | 1.211                   | 1,73   |       |
|                   | L'Ulivo                 | Comunisti Italiani                    | 1.147                   | 1,64   |       |
| Totale coalizione | Totale coalizione       | 21.308                                | 30,47                   |        |       |
|                   | Lista Di Pietro         | Lista Di Pietro                       | Lista Di Pietro         | 5.616  | 8,03  |
|                   | Rifondazione Comunista  | Rifondazione Comunista                | Rifondazione Comunista  | 4.297  | 6,14  |
|                   | Democrazia Europea      | Democrazia Europea                    | Democrazia Europea      | 3.124  | 4,47  |
|                   | Lista Pannella - Bonino | Lista Pannella - Bonino               | Lista Pannella - Bonino | 1.381  | 1,97  |
|                   | Fronte Nazionale        | Fronte Nazionale                      | Fronte Nazionale        | 828    | 1,18  |
|                   | Paese Nuovo             | Paese Nuovo                           | Paese Nuovo             | 94     | 0,13  |
|                   | Abolizione scorporo     | Abolizione scorporo                   | Abolizione scorporo     | 93     | 0,13  |
| Totale            | Totale                  | Totale                                | Totale                  | 69.935 |       |

#### Risultati uninominale
|                               | Luigi Borrelli ✔️ Eletto | L'Ulivo            | 31 641 | 45,13 |  |  |  |  |  |
|                               | Anna Nenna D'Antonio     | Casa delle Libertà | 29 165 | 41,60 |  |  |  |  |  |
|                               | Raffaele La Morgia       | Lista Di Pietro    | 5 593  | 7,98  |  |  |  |  |  |
|                               | Giovanni Polidoro        | Democrazia Europea | 3 709  | 5,29  |  |  |  |  |  |
| Totale                        | Totale                   | Totale             | 70 108 | 100   |  |  |  |  |  |
|                               |                          |                    |        |       |  |  |  |  |  |
| Fonte: Ministero dell'interno |                          |                    |        |       |  |  |  |  |  |